# Logan Martin
Logan Martin (Brisbane, 22 de noviembre de 1993) es un deportista australiano que compite en ciclismo en la modalidad de BMX estilo libre.
Participó en dos Juegos Olímpicos de Verano, en los años 2020 y 2024, obteniendo una medalla de oro en Tokio 2020, en la prueba de parque.
Ganó cinco medallas en el Campeonato Mundial de Ciclismo Urbano entre los años 2017 y 2024. Adicionalmente, consiguió diecisiete medallas en los X Games.
En 2022 fue condecorado con la Medalla de la Orden de Australia (OAM).

## Palmarés internacional
| Juegos Olímpicos   | Juegos Olímpicos      | Juegos Olímpicos | Juegos Olímpicos |
| Año                | Lugar                 | Medalla          | Competición      |
| ------------------ | --------------------- | ---------------- | ---------------- |
| 2020               | Tokio (Japón)         | Medalla de oro   | Parque           |
| Campeonato Mundial |                       |                  |                  |
| Año                | Lugar                 | Medalla          | Competición      |
| 2017               | Chengdu (China)       | Medalla de oro   | Parque           |
| 2019               | Chengdu (China)       | Medalla de plata | Parque           |
| 2021               | Montpellier (Francia) | Medalla de oro   | Parque           |
| 2023               | Glasgow (Reino Unido) | Medalla de plata | Parque           |
| 2024               | Abu Dabi (EAU)        | Medalla de oro   | Parque           |

| X Games de Verano | X Games de Verano           | X Games de Verano | X Games de Verano    |
| Año               | Lugar                       | Medalla           | Prueba               |
| ----------------- | --------------------------- | ----------------- | -------------------- |
| 2016              | Austin (Estados Unidos)     | Medalla de plata  | Parque               |
| 2017              | Mineápolis (Estados Unidos) | Medalla de plata  | Parque               |
| 2017              | Mineápolis (Estados Unidos) | Medalla de plata  | Mejor truco          |
| 2017              | Mineápolis (Estados Unidos) | Medalla de plata  | Dirt                 |
| 2018              | Mineápolis (Estados Unidos) | Medalla de oro    | Parque               |
| 2018              | Mineápolis (Estados Unidos) | Medalla de plata  | Mejor truco          |
| 2018              | Mineápolis (Estados Unidos) | Medalla de plata  | Dirt                 |
| 2019              | Mineápolis (Estados Unidos) | Medalla de oro    | Parque               |
| 2019              | Mineápolis (Estados Unidos) | Medalla de oro    | Dirt                 |
| 2022              | Chiba (Japón)               | Medalla de oro    | Parque               |
| 2022              | California (Estados Unidos) | Medalla de oro    | Parque               |
| 2022              | California (Estados Unidos) | Medalla de bronce | Dirt                 |
| 2023              | Chiba (Japón)               | Medalla de plata  | Parque               |
| 2023              | California (Estados Unidos) | Medalla de bronce | Parque               |
| 2023              | California (Estados Unidos) | Medalla de bronce | Dirt                 |
| 2024              | Chiba (Japón)               | Medalla de oro    | Parque               |
| 2025              | Osaka (Japón)               | Medalla de plata  | Parque – Mejor truco |